# Georg Brodrück
Georg Ludwig Franz Brodrück (* 7. Januar 1853; † 4. November 1920) war ein preußischer Generalleutnant im Ersten Weltkrieg. Er kommandierte vom 2. August 1914 bis 14. Oktober 1915 die 16. Landwehr-Division in der Schlacht an den Masurischen Seen.